# Logique paracohérente
En logique mathématique, une logique paracohérente (aussi appelé logique paraconsistante) est un système logique qui tolère les contradictions, contrairement au système de la logique classique. Les logiques tolérantes aux incohérences sont étudiées depuis au moins 1910, avec des esquisses remontant sans doute au temps d'Aristote. Le terme paracohérent - (à côté du cohérent, paraconsistent en anglais) - n'a été employé qu'après 1976 par le philosophe péruvien Francisco Miró Quesada Cantuarias (en).

## Définition
Les logiques paracohérentes se distinguent des logiques classiques par leur approche de la propriété de cohérence logique. En logique classique (mais aussi en logique intuitionniste et dans la plupart des autres logiques), la contradiction permet de déduire n'importe quelle autre formule de la logique. C'est le principe d'explosion ou ex contradictione sequitur quodlibet (Latin, « d'une contradiction se déduit n'importe quoi »).
Brièvement, le principe d'explosion est un schéma de raisonnement qui montre qu'en partant d'une contradiction logique, c'est-à-dire d'une formule de la forme P et non P, par exemple « tous les chats sont gris et tous les chats ne sont pas gris », en appliquant les règles d'inférences classiques on peut déduire n'importe quelle formule de la logique, par exemple « je suis une pomme ».
Quelle que soit la proposition A, et si la proposition P et sa négation ¬P sont supposées vraies toutes les deux, alors la proposition P ou A est vraie (d'après la définition de la disjonction), or sachant que P n'est pas vraie, il est nécessaire que A soit vraie (en utilisant l'argument du syllogisme disjonctif).
Ainsi, par le principe d'explosion, dès qu'une théorie comporte une incohérence, toute formule de cette théorie en logique classique est trivialement un théorème. La propriété caractéristique d'une logique paracohérente est de ne pas permettre ce type de raisonnement. Les logiques paracohérentes peuvent donc permettre de travailler avec des théories incohérentes mais non triviales.

## Comparaison à la logique classique
Les logiques paracohérentes sont, du point de vue du calcul des propositions plus faibles que la logique classique ; il existe donc moins d'inférences et donc moins de théorèmes. On le démontre en considérant qu'aucune extension de la logique classique (c'est-à-dire une logique qui démontre tous les théorèmes que la logique classique peut démontrer) n'est paracohérente. En ce sens, les logiques paracohérentes sont plus prudentes dans leurs inférences. En contrepartie les langages, au sens de Alfred Tarski, paracohérents peuvent être plus expressifs, notamment en prenant en compte leur analogue classique dans la hiérarchie des métalangages créée par Alfred Tarski et al. D'après Solomon Feferman [1984] : « …natural language abounds with directly or indirectly self-referential yet apparently harmless expressions—all of which are excluded from the Tarskian framework. » (« les expressions directement ou indirectement auto-référentielles et apparemment inoffensives abondent dans le langage naturel — elles sont toutes exclues du cadre théorique de Tarski »). Des limitations relatives à l'autoréférence, notion importante en histoire des sciences car donnant naissance à de nombreux paradoxes, peuvent être contournées dans ce type de logique.

## Motivation
La motivation principale au développement et à l'étude des logiques paracohérentes est la conviction qu'il est possible de raisonner en présence d'information contradictoires de manière contrôlée et discriminatoire. Le principe d'explosion l'empêche, et doit donc dans cette optique être abandonné. Dans une logique paraconsistante, il n'y a qu'une seule théorie incohérente : la théorie triviale dans laquelle toutes les formules sont des théorèmes. Les logiques paracohérentes permettent de discriminer les théories comportant des contradictions et de raisonner avec elles.
Le développement des logiques paraconsistantes a été à l'origine de l'école philosophique du dialethéisme (dont l'avocat le plus fervent est Graham Priest), qui suppose que de vraies contradictions existent réellement, par exemple des groupes de personnes tenant des points de vue différents sur des questions morales. Un dialéthéiste rationnel implique l'acceptation d'une forme de logique paracohérente, sous peine de tomber dans le trivialisme, c'est-à-dire d'accepter que toutes les contradictions, ou toutes les propositions sont vraies. L'inverse n'est cependant pas forcément vrai, et il n'est pas nécessaire de s'engager soit pour l'existence de théories vraies ou de vraies contradictions pour accepter que l'étude des logiques paracohérentes n'implique pas l'acceptation du dialéthéisme. Par exemple avec une vision empirique qui se bornerait à constater qu'empiriquement les logiques paracohérentes modélisent de manière adéquate certaines formes de raisonnement humain. C'est le cas de la notion d'adéquation empirique de Bas van Fraassen. Par exemple leur capacité à accepter des phrases paradoxales des langues naturelles comme « je mens », le paradoxe du menteur, sans problème peut être mise en parallèle avec la capacité à raisonner en langage naturel sans souci malgré la possibilité de ce type de paradoxe.

## Philosophie
En logique classique, la loi du tiers exclu, la loi de non contradiction et les trois lois d'Aristote (tiers exclu {\displaystyle (p\lor \lnot p)}, non contradiction {\displaystyle \lnot (p\land \lnot p)} et identité {\displaystyle (p\Leftrightarrow p)}) ne peuvent être dissociées, à cause de l'interdépendance des définitions des connecteurs. De plus, traditionnellement la présence de contradiction (dans la théorie ou dans la base de connaissance) et la trivialité (le fait que n'importe quelle formule soit une conséquence de la théorie) sont supposées inséparables, à partir du moment ou la négation est définie. Ces principes peuvent être philosophiquement remis en cause, précisément parce que la contradiction et d'autres formes éventuelles d'incohérences ne peuvent être différenciées.
De l'autre côté, il est possible de retrouver la trivialité en discriminant la cohérences et les contradictions si on définit ces notions de manière appropriées. Les notions elles-mêmes peuvent être reléguées dans le langage défini par la logique.

## Compromis
La paracohérence implique un compromis sur possibilité d'inférences. En particulier, interdire le principe d'explosion nécessite d'abandonner au moins l'une des pourtant très naturelles lois :
| introduction de la disjonction                       | {\displaystyle A\vdash A\lor B}                                      |
| syllogisme disjonctif                                | {\displaystyle A\lor B,\neg A\vdash B}                               |
| Transitivité de la déduction ou « Règle de coupure » | {\displaystyle \Gamma \vdash A;A\vdash B\Rightarrow \Gamma \vdash B} |

Bien que la remise en cause de chacun de ces principes ait été envisagée, la principale approche des paralogiciens est de rejeter le principe de syllogisme disjonctif. Pour un dialethéiste, il est parfaitement sensé que cette règle puisse faillir : l'idée qu'énonce cette règle est que si ¬ A est vrai, alors A ne peut l'être. Donc A ∨ B ne peut être vrai que si B l'est également. Cependant s'il est possible qu'A et ¬ A soient vrais en même temps, ce raisonnement ne fonctionne pas.
Une autre approche est de ne pas inclure l'introduction de la disjonction, et de garder le syllogisme disjonctif et la transitivité. La disjonction {\displaystyle A\lor B} est définie comme {\displaystyle \lnot (\lnot A\land \lnot B)}. Toutes les règles de la déduction naturelle sont alors valides, sauf la preuve par l'absurde et l'introduction de la disjonction. De plus {\displaystyle A\vdash B} ne signifie pas forcément {\displaystyle \vdash A\Rightarrow B}, une autre différence avec la déduction naturelle. La loi du tiers exclu est également conservée, ainsi que l'associativité, la commutativité, la distributivité, les lois de De Morgan, et l'idempotence de la conjonction et la disjonction dans les expressions booléennes. En définissant l'implication {\displaystyle A\rightarrow B} comme {\displaystyle \lnot (A\land \lnot B)}, il y a un théorème de déduction, le théorème de la déduction paracohérent (en). Carl Hewitt (en) est en faveur de cette approche, parce qu'avoir les propriétés booléennes usuelle, la déduction naturelle et le théorème de la déduction est très important dans des domaines d'application comme le génie logiciel,.
Une approche encore différente est de réunir les deux précédentes. Dans beaucoup de systèmes de logique pertinente, de même qu'en logique linéaire, il existe deux connecteurs différents pour la disjonction. L'un permet l'introduction de la disjonction, et l'autre le syllogisme disjonctif. Évidemment cette approche a des désavantages, comme la confusion entre les deux opérateurs et la complexité induite par le fait qu'on les relie l'un à l'autre.
Les trois principes ci-dessous, pris ensemble, ont pour conséquence le principe d'explosion, donc au moins l'un d'eux doit être abandonné :
| Reductio ad absurdum                   | {\displaystyle A\to (B\wedge \neg B)\vdash \neg A} |
| Règle d'affaiblissement (en)           | {\displaystyle A\vdash B\to A}                     |
| élimination de la double négation (en) | {\displaystyle \neg \neg A\vdash A}                |

Les deux premières ont été envisagées, sans grand succès. La double négation est contestée, mais pour d'autres raisons. En l'enlevant et en conservant les deux autres, il reste parfois possible de démontrer toutes les propositions négatives à partir d'une contradiction.

## Exemple d'une logique paracohérente: la logique du paradoxe
Un des systèmes logiques paracohérent le plus connus est celui connu sous le signe LP (« Logique du Paradoxe » ; en anglais «Logic of paradox»), proposée initialement par le logicien argentin F. G. Asenjo (en) en 1966 et popularisé par Priest et al. LP n'est qu'une seule des nombreuses logiques paracohérentes proposées. Elle est présentée ici à titre d'exemple et d'illustration sur le fonctionnement des logiques paracohérentes.

### Valuation relationnelle
Une manière de présenter la sémantique de LP est de remplacer la valuation fonctionnelle de la logique classique par une valuation relationnelle. La relation binaire {\displaystyle V\,} fait correspondre une formule à une valeur de vérité : {\displaystyle V(A,1)\,} signifie que {\displaystyle A\,} est vraie, et {\displaystyle V(A,0)\,} signifie que {\displaystyle A\,} est fausse. Une formule doit être associée à au moins à une valeur de vérité (mais peut-être les deux valeurs 0 ou 1). Les clauses sémantiques de la négation et la disjonction sont alors définie comme :
- {\displaystyle V(\neg A,1)} si et seulement si {\displaystyle V(A,0)\,}
- {\displaystyle V(\neg A,0)} si seulement si {\displaystyle V(A,1)\,}
- {\displaystyle V(A\lor B,1)} si seulement si {\displaystyle V(A,1)\,} ou {\displaystyle V(B,1)\,}
- {\displaystyle V(A\lor B,0)} si seulement si {\displaystyle V(A,0)\,} et {\displaystyle V(B,0)\,}
- {\displaystyle V(A\land B,1)} si seulement si {\displaystyle V(A,1)\,} et {\displaystyle V(B,1)\,}
- {\displaystyle V(A\land B,0)} si seulement si {\displaystyle V(A,0)\,} ou {\displaystyle V(B,0)\,}

### Sémantique
La relation de conséquence logique est alors définie comme préservation de la vérité :
{\displaystyle \Gamma \vDash A} si et seulement si {\displaystyle A\,} est vraie quand chaque membre de {\displaystyle \Gamma \,} est vrai.
Regardons maintenant l'affectation {\displaystyle V\,} telle que {\displaystyle V(A,1)\,} et {\displaystyle V(A,0)\,} mais sans {\displaystyle V(B,1)\,}. Il est aisé de vérifier que cette affectation est un contre exemple à la fois de l'explosion et du syllogisme disjonctif. Cependant c'est aussi un contre-exemple du modus ponens pour l'implication logique de LP. Pour cette raison, les partisans de LP considèrent qu'il vaut mieux étendre le système pour y inclure un connecteur d'implication plus fort qui n'est pas définissable en utilisant juste la négation et la disjonction contrairement à l'implication classique.
On peut vérifier que LP préserve la plupart des autres schémas d'inférences valides qu'on pourrait souhaiter, comme les lois de De Morgan et les règles de la déduction naturelle pour l'introduction et l'élimination de la négation, la conjonction et la disjonction. De manière surprenante, les vérités (les tautologies) de LP sont exactement celles de la logique classique. LP et la logique classique diffèrent seulement dans le choix des inférences qu'elles considèrent valides). En relâchant le prérequis que chaque formule soit vraie, soit fausse, donne la logique para-cohérente connue sous le nom de FDE ("First-Degree Entailment" (déduction de premier degré)). Contrairement à LP, FDE ne contient pas de tautologie.

## Relations avec d'autres logiques
L'un des types importants de logique paracohérente est celui des logiques pertinentes. Une logique est dite pertinente si elle satisfait la propriété suivante:
Si A → B est un théorème, alors A et B partagent une constante non logique.
Il suit qu'une logique pertinente ne peut pas avoir un théorème de la forme (p ∧ ¬p) → q, et donc sous des hypothèses raisonnables ne peut pas valider de raisonnement qui à partir de {p, ¬p} démontre q.
Les logiques paracohérentes recoupent en large manière les logiques à valeur multiples ; cependant toutes les logiques paracohérentes ne sont pas à valeur multiples, (et, bien sur, toutes les logiques à valeur multiples ne sont pas paracohérentes). Les logiques dialethéistes, qui sont des logiques à valeur multiples, sont paracohérentes. Mais l'inverse n'est pas vrai.
Dans une logique intuitionniste, A ∨ ¬A n'est pas forcément une vérité, alors qu'à l'inverse A ∧ ¬A est forcément faux. Il semble donc naturel de voir les logiques paracohérentes et les logiques intuitionnistes comme duales. Cependant la logique intuitionniste est un système logique spécifique, tandis que les logiques paracohérentes forment une famille de systèmes. En cohérence, la notion duale de la paracohérence est appelée paracomplétude, et le dual de la logique intuitionniste (une logique paracohérente particulière) est un système appelé anti-intuitionniste ou logique intuitionniste duale (parfoir appelée Brazilian logic logique brésilienne, pour des raisons historiques). La dualité se voit bien dans un cadre de calcul des séquents. Le séquent {\displaystyle \vdash A\lor \neg A} n'est pas dérivable, tandis que pour son dual c'est le séquent {\displaystyle A\land \neg A\vdash } qui ne l'est pas.
De la même manière {\displaystyle \neg \neg A\vdash A} n'est pas dérivable alors que {\displaystyle A\vdash \neg \neg A} n'est pas dérivable dans le dual.
La logique dual-intuitionniste possède un connecteur # dit pseudo-différence qui est le dual de l'implication intuitionniste. Très grossièrement, A # B peut être lu « A mais pas B ». Cependant, # n'est pas fonctionnel pour la vérité comme on pourrait attendre d'un opérateur 'mais pas'; de manière similaire, l'implication intuitionniste ne peut pas être traîtée comme équivalente à « ¬ (A ∧ ¬B) ». Cette logique ont aussi un connecteur ⊤ qui est le dual du ⊥ intuitionniste: la négation peut être définie comme ¬A = (⊤ # A)
Un argumentaire complet sur cette dualité, y compris une explication sur le pourquoi ces logiques ne coïncident pas, est dans Brunner et Carnielli 2005.

## Applications
Les logiques paraconsistantes ont été utilisées pour gérer les incohérences dans de nombreux domaines, incluant :
SémantiqueOn les a proposés comme moyen de procurer des définitions de la vérité qui tiennent la route face à des paradoxes comme le paradoxe du menteur. Cependant, ces systèmes doivent aussi éviter le paradoxe de Curry, bien plus difficile parce qu'il n'implique essentiellement pas sa propre négation.
théorie des ensembles et fondations des mathématiques(voir mathématiques paracohérentes (d) ).
Certaines personnes pensent[Qui ?] que les logiques paracohérentes ont un grand avenir sur l'interprétation des théorèmes d'incomplétude de Gödel et du paradoxe de Russell.
épistémologieainsi que la révision des croyances, cette logique a été proposée comme moyen de raisonner avec des théories qui sont incohérentes entre elles, et pour la modélisation des systèmes de croyance.
gestion des connaissances et intelligence artificielledes informaticiens ont utilisé les logiques paracohérentes comme possibilité de gérer convenablement des informations comportant des incohérences,.
logique déontique et la méta-éthiqueelles ont été proposées comme possibilité pour gérer les conflits d'éthique et d'autres conflits normatifs.
génie logicielelles ont été proposées comme moyen de gérer les incohérences dans la documentation, les cas d'utilisation, et dans le code de grandes infrastructures logicielles,.
Électroniquedans ce domaine des logiques à quatre valeurs sont utilisés de manière routinière, avec des valeurs « haute-impédance (z) » et « pas d'importance (x) » qui jouent des rôles similaires à « inconnu » et « vrai et faux à la fois » respectivement, en plus de « vrai » et « faux ». Cette logique a été développée indépendamment du domaine de la logique mathématique.

## Critiques
Certaines critiques du dialethéisme sur l'abandon de l'un principes de déductions qu'il est nécessaire d'abandonner. Si le principe d'explosion peut être contre-intuitif, il est aussi contre-intuitif d'abandonner des principes de déduction aussi peu contestables. En mettant en balance les deux, on peut considérer que les principes de base ont plus d'importance que l'absence de principe d'explosion.
D'autres critiques comme celle du philosophe David Lewis, portent sur la possibilité même d'une contradiction. Une remarque liée porte sur la nature de la négation dans les logiques paraconsistante : il ne s'agit sans doute pas d'une négation au sens le plus fort du terme; il s'agit plus simplement d'un opérateur de type subcontraire.

## Alternatives

### Les logiques multivaluées
Des approches différentes existent, notamment pour l'inférence en présence de croyances incohérentes qui ne violent aucun des principes de déductions intuitifs. La plupart de ces approches utilisent des logiques à valeurs multiples (en) munies d'inférences de type bayésienne et la théorie de Dempster-Shafer, autorisant certaines croyances non-tautologiques à n'être pas totalement irréfutables (avec une probabilité différente de 1 par exemple) car basée sur des données incomplètes, trop abstraites, (mal) interprétées, probablement non confirmées, ou potentiellement incorrecte. (Bien entendu, cette même supposition contient, si elle n'est pas tautologique, sa propre réfutabilité, si par « réfutabilité » nous voulons dire « non totalement (à 100 %) irréfutable ».). Ces systèmes abandonnent en pratique certains principes logique sans les rejeter en théorie.

### La logique contextuelle
La logique contextuelle propose d'intégrer la pensée dans le raisonnement formel, par l'application de la formule c → f (pour c une proposition élémentaire du langage qui symbolise la pensée, et f la formule qui la décrit). Le formalisme obtenu vérifie la propriété suivante : si c1 → f, si c2 → g, et si f ∧ g → h, alors, un agent intelligent peut croire {c1,f} et {c2,g} et ne pas croire h. Ce constat conduit à définir une sémantique non monotone qui respecte les règles monotones de production syntaxique de la logique propositionnelle. Elle permet de modéliser et d'exploiter simultanément dans une même base de connaissances 2 contextes c1 et c2 éventuellement incohérents l'un par rapport à l'autre.

## Personnes notables du domaine
Quelques noms ayant contribué ou contribuant encore au développement des logiques paracohérentes :
- Alan Ross Anderson (en) (États-Unis, 1925–1973). Un des fondateurs de la logique pertinente (en), une logique paracohérente.
- F. G. Asenjo (en) (Argentine)
- Diderik Batens (en) (Belgique)
- Nuel Belnap (en) (États-Unis, né en 1930). Il a travaillé avec Alan Anderson sur la logique pertinente.
- Jean-Yves Béziau (France/Suisse, né en 1965). Il a beaucoup écrit sur les caractéristiques structurelles et philosophiques de ces logiques.
- Ross Brady (en) (Australie)
- Bryson Brown (en) (Canada)
- Walter Carnielli (en) (Brésil). Le créateur de la sémantique de traductions possibles, une sémantique qui permet selon lui d'appliquer en pratique les logiques paracohérentes et de les expliquer philosophiquement.
- Newton da Costa (en) (Brésil, né en 1929). Un des premiers créateur de logique paracohérente formelle.
- Itala M. L. D'Ottaviano (en) (Brésil)
- J. Michael Dunn (en) (États-Unis). Une figure de la logique pertinente.
- Carl Hewitt (en)
- Stanisław Jaśkowski (Pologne). Un pionnier dans la création de logique paracohérente formelle.
- R. E. Jennings (en) (Canada)
- David Kellogg Lewis (États-Unis, 1941–2001). Critique argumenté de ce type de logique.
- Jan Łukasiewicz (Pologne, 1878–1956)
- Robert K. Meyer (en) (États-Unis/Australie)
- Chris Mortensen (en) (Australie). À beaucoup écrit sur les mathématiques paracohérentes (en).
- Lorenzo Peña (en) (Espagne, né en 1944). Créateur de la logique gradualistic (des degrés ?) (aussi appelée logique transitive, TL), sur les bases de la Logique floue.
- Val Plumwood [anciennement Routley] (Australie, né en 1939). collaborateur de Sylvan.
- Graham Priest (Australie). Promoteur de la logique paracohérente.
- Francisco Miró Quesada (Pérou). Créateur du terme paraconsistent logic.
- B. H. Slater (en) (Australie). Critique argumenté.
- Richard Sylvan (en) [anciennement Routley] (Nouvelle-Zélande/Australie, 1935–1996). Personnage de la logique pertinente, collaborateur de Plumwood et Priest.
- Nicolai A. Vasiliev (en) (Russie, 1880–1940). Premier constructeur d'une logique tolérante aux contradictions (1910).

#### En français
- Gilles Gaston Granger L'irrationnel, Chapitre 5 Le recours à l'irrationnel en logique, pages 139-179, Paris, Odile Jacob, 1998. Chapitre entièrement consacré aux logiques paraconsistantes dont celle de da Costa.

#### En anglais
- (en) Jean-Yves Béziau, Walter Carnielli et Dov Gabbay, Handbook of Paraconsistency, Londres, King's College, 2007, 512 p. (ISBN 978-1-904987-73-4, ASIN 1904987737)
- Hiroshi Aoyama, « LK, LJ, Dual Intuitionistic Logic, and Quantum Logic », Notre Dame Journal of Formal Logic, vol. 45, no 4,‎ 2004, p. 193–213 (DOI 10.1305/ndjfl/1099238445)
- (en) Leopoldo, eds. Bertossi, Inconsistency Tolerance, Berlin, Springer, 2004 (ISBN 3-540-24260-0)
- Andreas Brunner et Walter Carnielli, « Anti-intuitionism and paraconsistency », Journal of Applied Logic, vol. 3, no 1,‎ 2005, p. 161–184 (DOI 10.1016/j.jal.2004.07.016)
- (en) Jean-Yves Béziau, Frontiers of Paraconsistent Logic, Baldock, Research Studies Press, 2000 (ISBN 0-86380-253-2), « What is Paraconsistent Logic? », p. 95–111
- (en) Manuel Bremer, An Introduction to Paraconsistent Logics, Francfort, Peter Lang, 2005, 249 p. (ISBN 3-631-53413-2)
- (en) Bryson Brown, A Companion to Philosophical Logic, Malden, Massachusetts, Blackwell Publishers, 2002 (ISBN 0-631-21671-5), « On Paraconsistency », p. 628–650
- (en) Walter Carnielli, Marcelo E. Coniglio et J, Marcos, Handbook of Philosophical Logic, Volume 14, The Netherlands, Kluwer Academic Publishers, 2007, 2e éd. (ISBN 1-4020-6323-7), « Logics of Formal Inconsistency », p. 1–93
- Solomon Feferman, « Toward Useful Type-Free Theories, I », Journal of Symbolic Logic, vol. 49, no 1,‎ 1984, p. 75–111 (JSTOR 2274093)
- Carl Hewitt « Large-scale Organizational Computing requires Unstratified Reflection and Strong Paraconsistency » (2008)  (DOI 10.1007/978-3-540-79003-7, consulté le 18 mai 2023)
— « (ibid.) », dans Jaime Sichman, Pablo Noriega, Julian Padget and Sascha Ossowski (ed.), Coordination, Organizations, Institutions, and Norms in Agent Systems III, vol. 4780, Springer-Verlag, coll. « Lecture Notes in Computer Science »
- (en) Carl Hewitt, « Common sense for concurrency and inconsistency tolerance using Direct LogicTM and the Actor model », 2008.
- (en) David Lewis, Papers in Philosophical Logic, Cambridge, Cambridge University Press, 1998 (1re éd. 1982) (ISBN 0-521-58788-3), « Logic for Equivocators », p. 97–110
- Lorenzo Peña, « Graham Priest's 'Dialetheism': Is it altogether true? », Sorites, vol. 7,‎ 1996, p. 28–56 (hdl 10261/9714, lire en ligne, consulté le 3 mai 2009)
- Graham Priest, Handbook of Philosophical Logic, Volume 6, The Netherlands, Kluwer Academic Publishers, 2002, 2e éd. (ISBN 1-4020-0583-0), « Paraconsistent Logic. », p. 287–393
- Graham Priest et Koji Tanaka, « Paraconsistent Logic », Stanford Encyclopedia of Philosophy, 1996, 2009 (consulté le 17 juin 2010) (Première publication mardi 24 septembre 1996, révision substantielle vendredi 20 mars 2009)
- B. H. Slater, « Paraconsistent Logics? », Journal of Philosophical Logic, vol. 24, no 4,‎ 1995, p. 451–454 (DOI 10.1007/BF01048355)
- (en) John Woods, Paradox and paraconsistency : conflict resolution in the abstract sciences, Cambridge, Cambridge University Press, 2003, 362 p. (ISBN 0-521-00934-0)